# 千島英一
千島 英一（ちしま えいいち、1947年 - ）は、日本の言語学者。熊本大学名誉教授。元麗沢大学外国語学部教授。東京外国語大学非常勤講師、NHKラジオ中国語講師でもある。

## 人物
埼玉県生まれ。麗沢大学外国語学部中国語学科卒業。
2006年 金沢大学より文学博士の学位を取得、学位論文の題は「香港広東語の研究 : 語彙と言語文化を中心に」 。
中国語／基礎ゼミナール
国立台湾師範大学大学院　修士（文学）

## 著書
- 『初めて学ぶ広東語』（語研）
- 『標準広東語同音字表』（東方書店）

## 研究内容
広東語及び漢語方言研究